# Rishabhanatha (hindouisme)
Pour l’article homonyme, voir Rishabhanatha.
Dans l'hindouisme, Rishabhanatha (« Seigneur Taureau »), ou Rishabha (« Taureau »), est l'un des vingt-deux avatars de Vishnou dans la Bhagavata Purana,,. Certains chercheurs affirment que cet avatar représente le premier Tirthankara du jaïnisme du même nom .
Selon John E. Cort et d'autres érudits, il y a un syncrétisme considérable entre les traditions jaïnes et hindoues (vaishnava notamment) dans les parties occidentales de l'Inde ; en effet, les deux religions empruntent mutuellement leurs figures sacrées respectives : les textes jaïns s'appropriant les avatars de Vishnou comme Krishna et Râma, tandis que les textes hindous adoptent Rishabha et son fils Bharata ,.
Selon le Vishnu Purana, Rishabha est le fils de Nâbhi (« nombril » du monde) et de son épouse Meru ; Rishabha renonça à son royaume pour enseigner la sagesse et ses règles de vie qui sont communes à celles enseignées dans le Véda et le jaïnisme ; le code moral de base du jaïnisme est d'ailleurs le même que les yama (« observances ») du Raja yoga de Patanjali  ; Vilas Adinath Sangave indique qu'il y a des mentions précises de Rishabha (et des jinas Arishtanemi et Ajitanatha) dans le Rig-Veda et le Yajur-Veda, et que dans l'Atharva-Veda apparaît le mot Mahâvrâtya, « grands vœux » du jaïnisme et de la philosophie hindoue qu'est le yoga de Patanjali (« grands vœux » constitués de l'Ahimsâ, Satya, Asteya, Brahmacarya et Aparigraha).